# Saint-Ovin
Saint-Ovin é uma comuna francesa na região administrativa da Normandia, no departamento Mancha. Estende-se por uma área de 12,92 km². Em 2010 a comuna tinha 803 habitantes (densidade: 62,2 hab./km²).